# A Feiticeira (pintura)
A Feiticeira (em inglês:  The Sorceress) é uma pintura de John William Waterhouse realizada entre 1911 e 1915. Trata-se da sua terceira versão, depois de Circe oferecendo a taça para Ulisses (1891) e Circe Invidiosa (1892), da personagem mitológica grega, Circe, cujo nome foi inscrito nas costas da tela. A inclusão de leopardos e do tear  transforma em evidência de que a pintura corresponde à figura de Circe.
Um estudo a óleo para A Feiticeira (c. 1911, 61x51cm, numa coleção privada) mostra uma modelo com um escuro cabelo castanho. Entretanto, nesta cena Circe é retratada como ruiva.